# První Fickův zákon

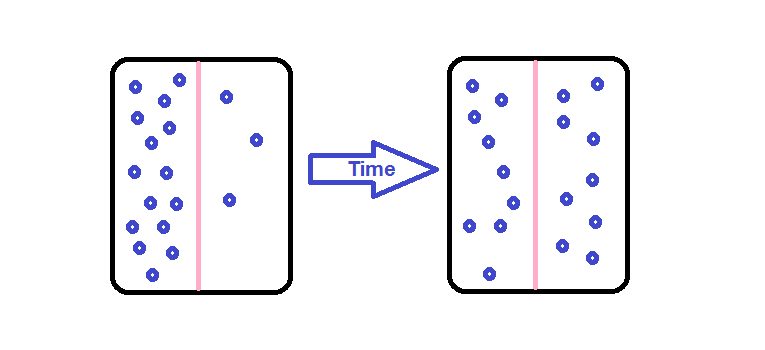
proces difuze

První Fickův zákon říká, že rychlost difuze je dána látkovým množstvím látky, která projde za časovou jednotku určitou plochou.

## Difuzní tok
Fickův zákon popisuje difuzní tok rozpuštěné látky v ustáleném stavu.
{\displaystyle {\mathbf {J}}=-D\nabla c},
{\displaystyle {\mathbf {J}}} je hustota toku, {\displaystyle \nabla c} je gradient koncentrace, {\displaystyle D} je difuzní koeficient.
Slovní vyjádření: hustota toku je úměrná gradientu koncentrace.

## Rychlost difuze
{\displaystyle v_{\mathrm {dif} }=-D{\frac {\mathrm {d} t}{\mathrm {d} S}}}
{\displaystyle {\frac {\mathrm {d} t}{\mathrm {d} S}}} – koncentrační spád
{\displaystyle D=D_{0}e^{-{\frac {q}{{\boldsymbol {R}}T}}}} - teplotní závislost difúzního koeficientu
Závisí na teplotě, na čase, aktivační energii (aktivační energie je energie potřebná k uvolnění atomů z krystalové mřížky).